# 島ノ下信号場

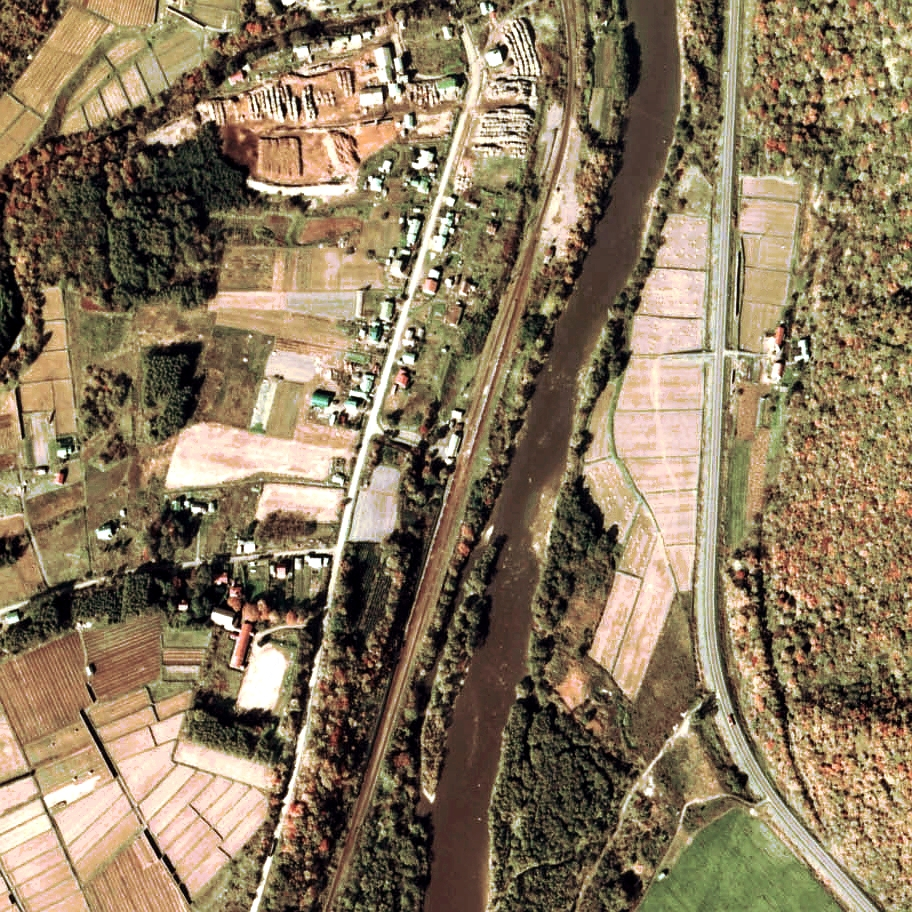
1977年の島ノ下駅と周囲約750m範囲。下が富良野方面。

島ノ下信号場（しまのしたしんごうじょう）は、北海道富良野市字島ノ下にある北海道旅客鉄道（JR北海道）根室本線の信号場。電報略号はマシ、事務管理コードは▲130409。旅客駅時代の駅番号はT29。

## 歴史
当初旅客扱いを行う駅として設置されたが、2017年（平成29年）に旅客扱いを終了し、信号場となった。
- 1913年（大正2年）11月10日：国有鉄道釧路本線の駅として開業[1]。一般駅[1]。
- 1921年（大正10年）8月5日：所属路線が根室本線と改称。
- 1949年（昭和24年）6月1日：公共企業体日本国有鉄道（国鉄）に移管。
- 1960年（昭和35年）：同年より翌年度にかけ駅前に花壇を整備[5]。
- 1961年（昭和36年）
  - 7月31日：前述の花壇整備などをうけ「きれいにする運動」で表彰[5]。
  - 9月20日：貨物の取り扱いが終了[1]。
  - 10月30日：前述の花壇整備などをうけ「旅客サービス向上運動」で表彰[5]。
- 1982年（昭和57年）
  - 2月：国鉄から富良野市に提案されていた無人化について、市が同意[6]。
  - 5月30日：荷物の取り扱いが終了[7]。無人化[8]（その後乗車券の販売を民間委託[6]）。
    - この合理化に際しては、市から受け入れの条件として、国鉄に駅舎改築などが協定書にて約束されていたが[6]、その後、開業当初からの木造駅舎が解体され、廃止時まで使用されたコンクリート造の駅舎へ改築された。
- 1983年（昭和58年）9月：完全無人化（乗車券発売の民間委託も終了）[6]。
- 1987年（昭和62年）4月1日：国鉄分割民営化に伴い、北海道旅客鉄道（JR北海道）に承継[1]。
- 1991年（平成3年）10月22日：当駅 - 野花南駅間が滝里ダムの建設に伴う線路付替で島ノ下トンネルと滝里トンネル（計8.4km）を通る新ルートに変更。滝里駅廃止[1]。
- 2007年（平成19年）10月1日：駅ナンバリングを実施（T29）[9]。
- 2016年（平成28年）6月上旬：JR北海道が2017年（平成29年）3月のダイヤ改正に合わせて廃止する意向を地元に伝える[10]。
- 2017年（平成29年）3月4日：利用者減少とダイヤ改正に伴い、旅客扱いを廃止[2]。島ノ下信号場になる[4]。

### 信号場名の由来
所在地名より。
当地で空知川本流に注ぐ尻岸馬内（しりきしまない）川のアイヌ語名、「モシㇼケソマナイ（mosir-kes-oma-nay）」（島〔＝空知川の中州〕・の末端・にある・川）の和訳、あるいは和人がその中州の姿を見て同様に単なる和名として名付けた、とされている。

## 廃止時の駅構造
互いのホームは千鳥状に完全に離れ、駅舎横の富良野側に上り方面の単式ホームと、野花南側に島状であるが駅裏側片面使用の下り方面単式ホームからなる2面2線の構造を持っていた。互いのホームは構内踏切で連絡していた。
廃止時まで使用された駅舎は、1982年（昭和57年）に改築されたコンクリート造の建物で、待合室とトイレを有していた。
かつてはその外側に1本の副本線と駅舎横の野花南側の貨物積み卸し場（高床式のホームは無い）に当初は2本、後に1本の引き込み線を有していたが、貨物荷物取扱いの廃止や無人化にあわせて貨物用の側線や副本線が撤去または接続が切られ、単式ホーム2面2線のみの運用となっていた。
旅客駅廃止時は無人駅で自動券売機は設置されていなかった。

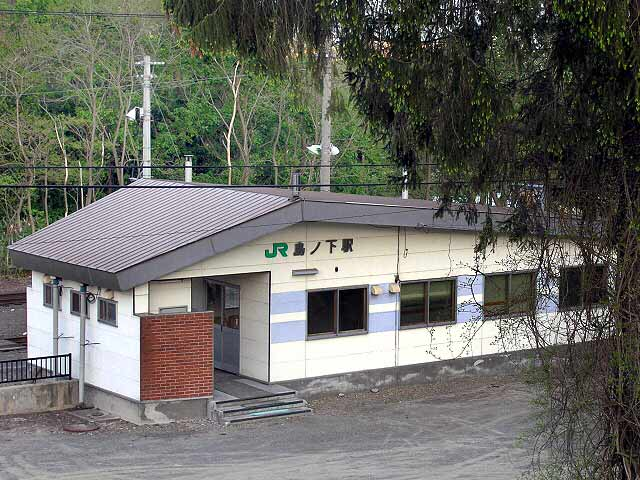
2005年6月当時の駅舎
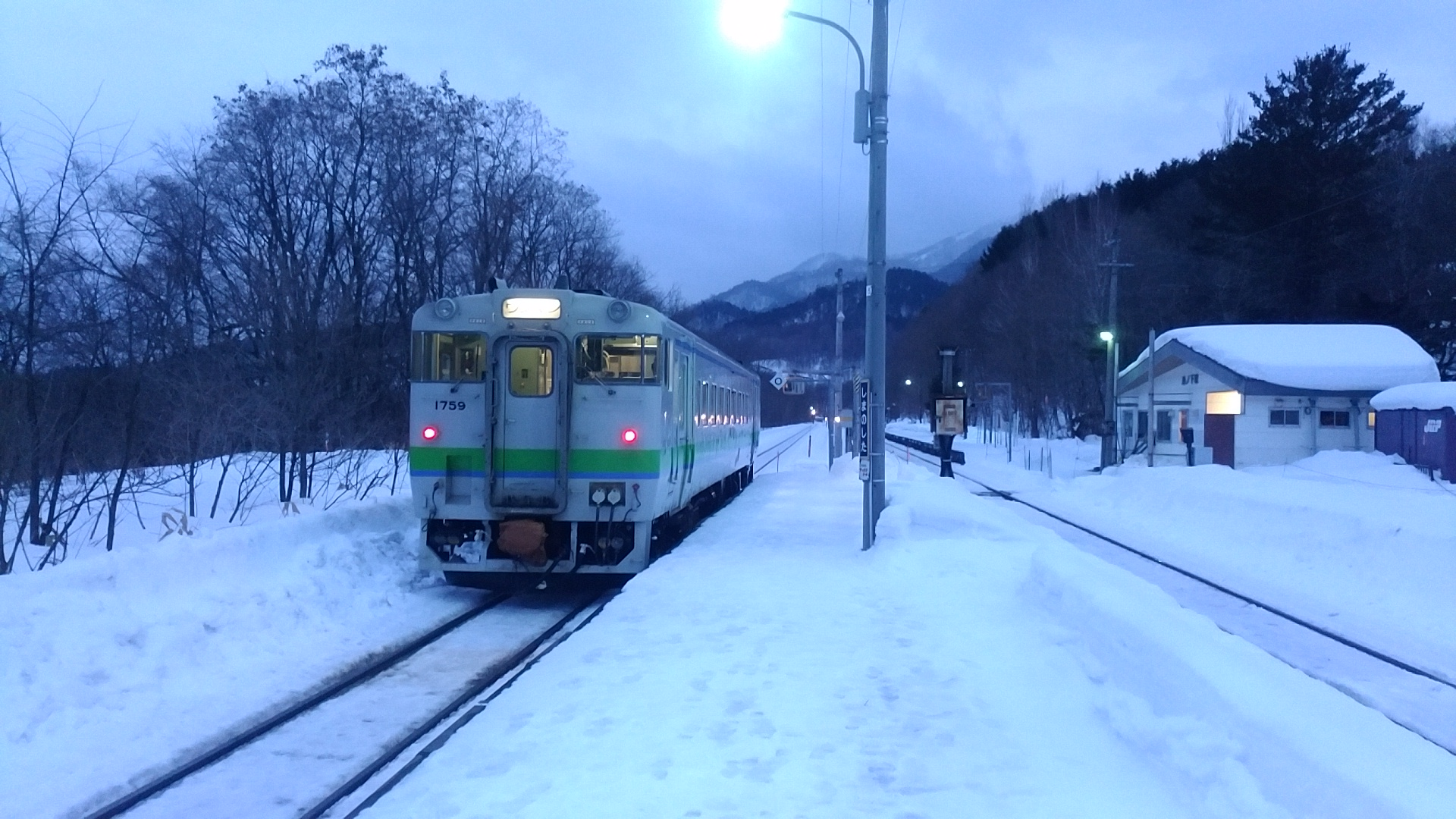
駅構内と、下り普通列車が発車（キハ40 1759・富良野行き2431D。2017年3月1日）
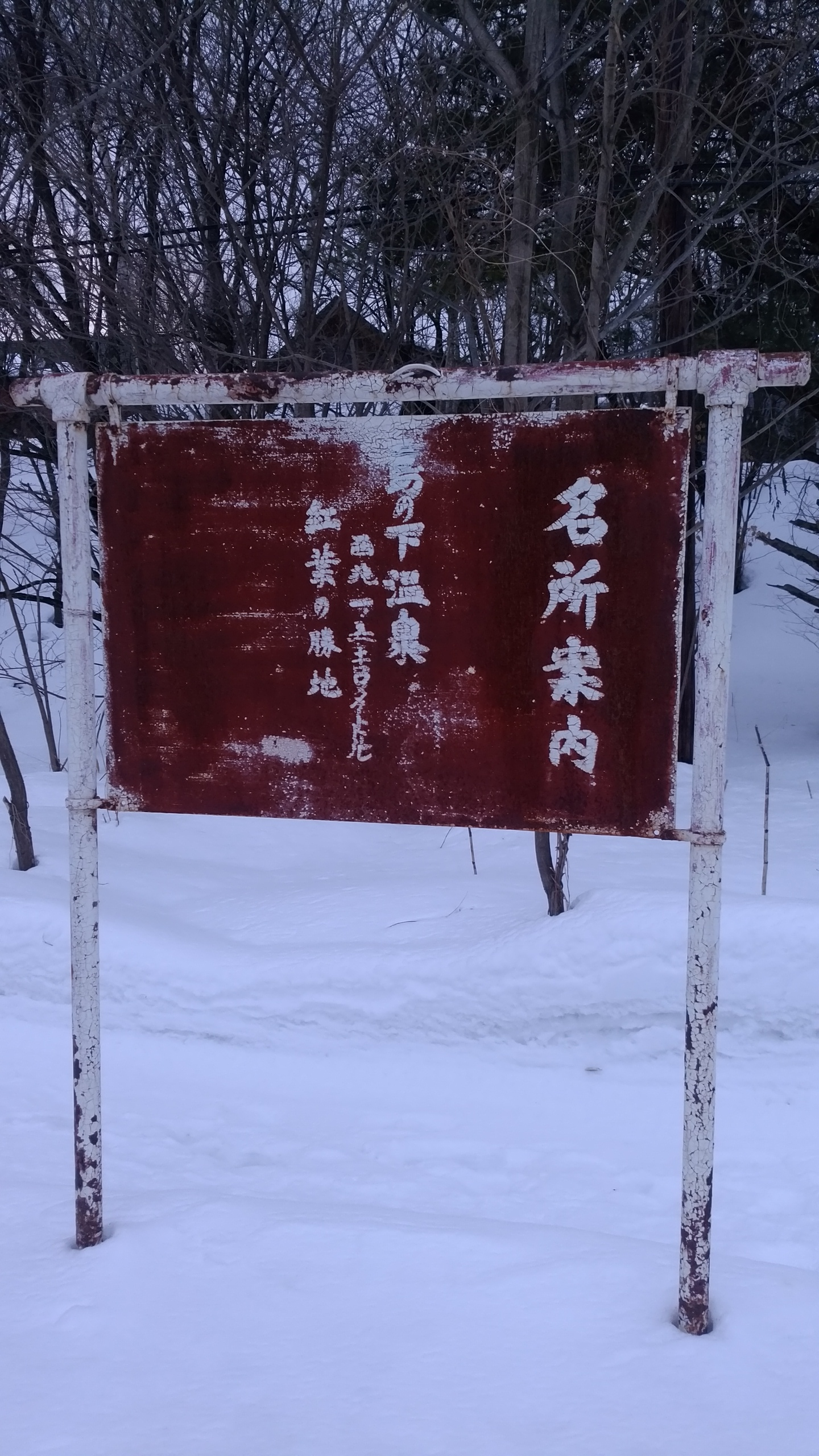
駅舎寄りの上りホームに存在した、「名所案内」の看板（2017年3月1日）
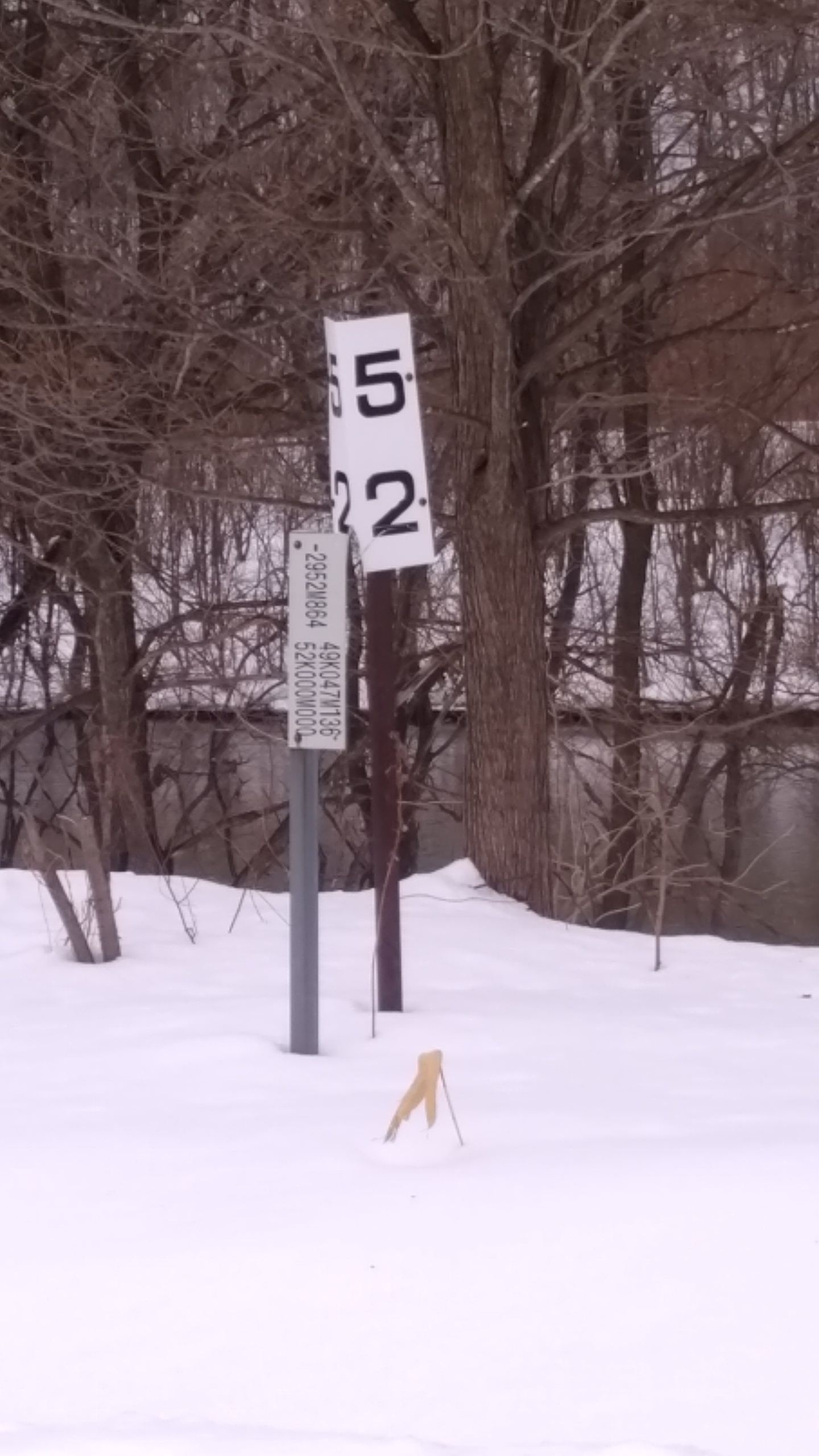
下りホームの野花南駅寄りに存在する、滝川駅起点52km（旧線）の距離標と、新線と旧線の短縮差が書かれた距離更正標。（2017年3月1日）

## 利用状況
乗車人員の推移は以下のとおり。年間の値のみ判明している年については、当該年度の日数で除した値を括弧書きで1日平均欄に示す。乗降人員のみが判明している場合は、1/2した値を括弧書きで記した。
また、「JR調査」については、当該の年度を最終年とする過去5年間の各調査日における平均である。
| 年度               | 乗車人員 | 乗車人員 | 乗車人員    | 出典   | 備考               |
| 年度               | 年間     | 1日平均  | JR調査      | 出典   | 備考               |
| ------------------ | -------- | -------- | ----------- | ------ | ------------------ |
| 1973年（昭和48年） | 19,781   | (54.2)   |             | [ 15 ] |                    |
| 1978年（昭和53年） | 10,421   | (28.6)   |             | [ 15 ] |                    |
| 1983年（昭和58年） | 6,935    | (18.9)   |             | [ 15 ] | 1981年に石勝線開通 |
| 1988年（昭和63年） | 2,590    | (7.1)    |             | [ 15 ] |                    |
| 2015年（平成27年） |          |          | 「1名以下」 | [ 16 ] |                    |

## 周辺
島ノ下の集落がある。信号場正面の道は勾配がきついため歩行者専用の砂利道。車両は信号場正面から見て左側の市道を上り下りする。
- 国道38号
- 島の下温泉ハイランドふらの
- ふらの動物病院
- 島の下会館
- 北海道中央バス（高速ふらの号）「島の下」停留所[17]

## 隣の駅
北海道旅客鉄道（JR北海道）
■根室本線
野花南駅 (T28) - *滝里駅 - 島ノ下信号場 (T29) - 富良野駅 (T30)
*打消線は廃駅